# Жв
Жв, жв — кириллический диграф, используемый в абазинском языке.

## Использование
В 1938 абазинский язык перешёл на алфавит на основе кириллицы, созданный Георгием Петровичем Сердюченко. С момента создания алфавита изменения в абазинскую письменность не вносились. 
С помощью диграфа передаётся лабиализованный звонкий постальвеолярный сибилянт [ʒʷ].
Пример использования абазинском языке: Жвы — корова.